# Деволуција (социологија)
Деволуција је процес померања социјалних програма из домена социјалне администрације федералних агенција ка државним агенцијама и локалним заједницама.